# کاراواجیستی

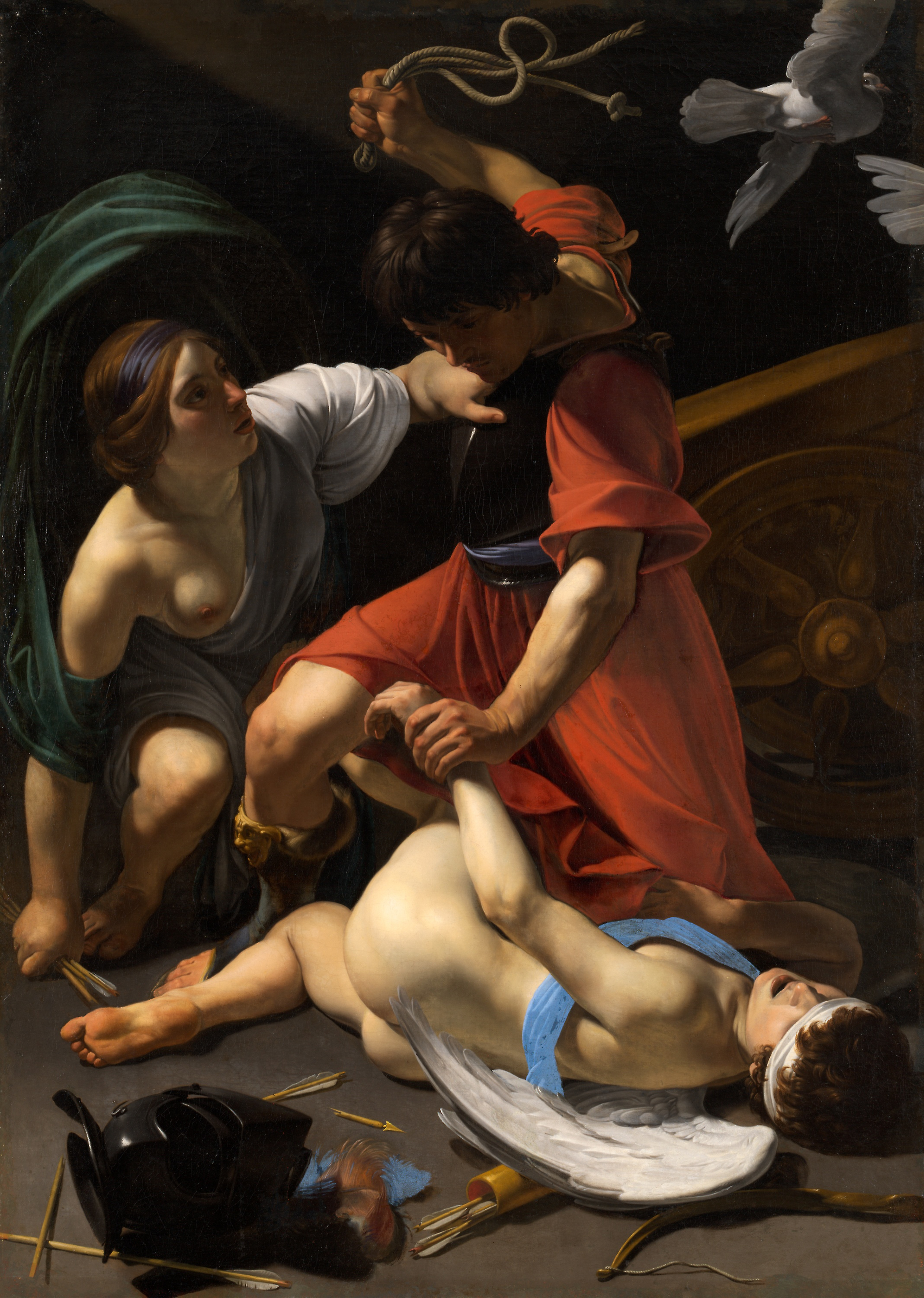
مارس، کوپید را شکنجه می‌کند. اثر بارتولومئو مانفردی

کاراواجیستی (ایتالیایی: Caravaggisti) سبک عده‌ای از نقاشان سدهٔ ۱۶ دوران باروک ایتالیا است که خود را پیرو نقاش مشهور کاراواجو می‌دانستند. نفوذ این نقاش بر سبک باروک جدید در نهایت منجر به پیدایش تکلف‌گرایی گردید. کاراواجو، همانند بسیاری از هنرمندان دیگر هیچگاه استودیویی اختصاصی به وجود نیاورد و هیچ مکتبی برای اشاعه و معرفی هر چه بهتر تکنیک‌هایش ابداع ننمود. هنگامی که کاراواجو در قید حیات بود، از شهرت بسزایی برخوردار بود اما بلافاصله پس از مرگش فراموش گردید و بسیاری از نقاشی‌های وی به پیروانش انتساب داده شد همانند تابلوی مشهور دستگیری عیسی مسیح که تا سال ۱۹۹۰ میلادی به نقاش هلندی خرارد فن هونهورست نسبت داده می‌شد.

## نگارخانه

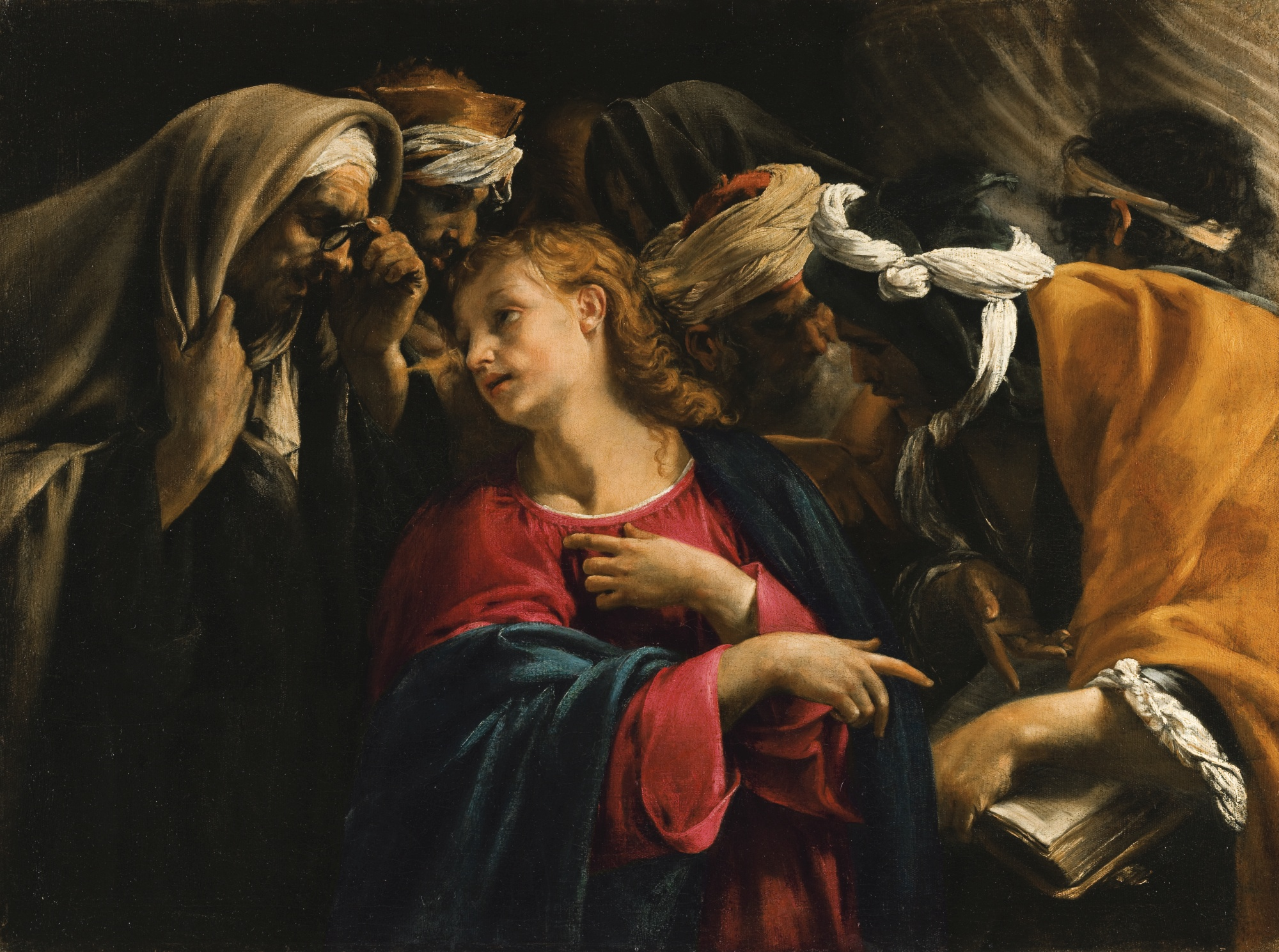
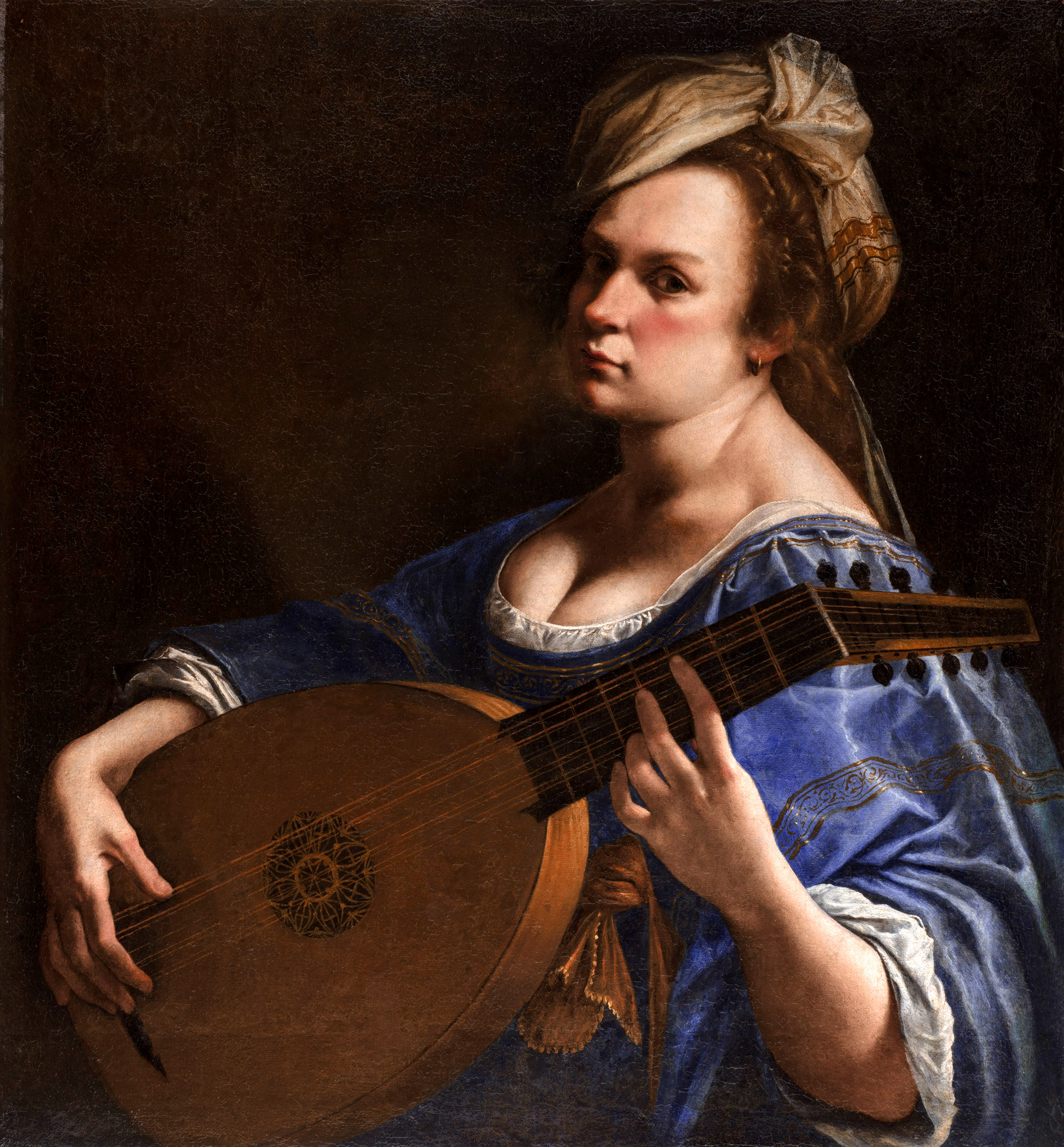
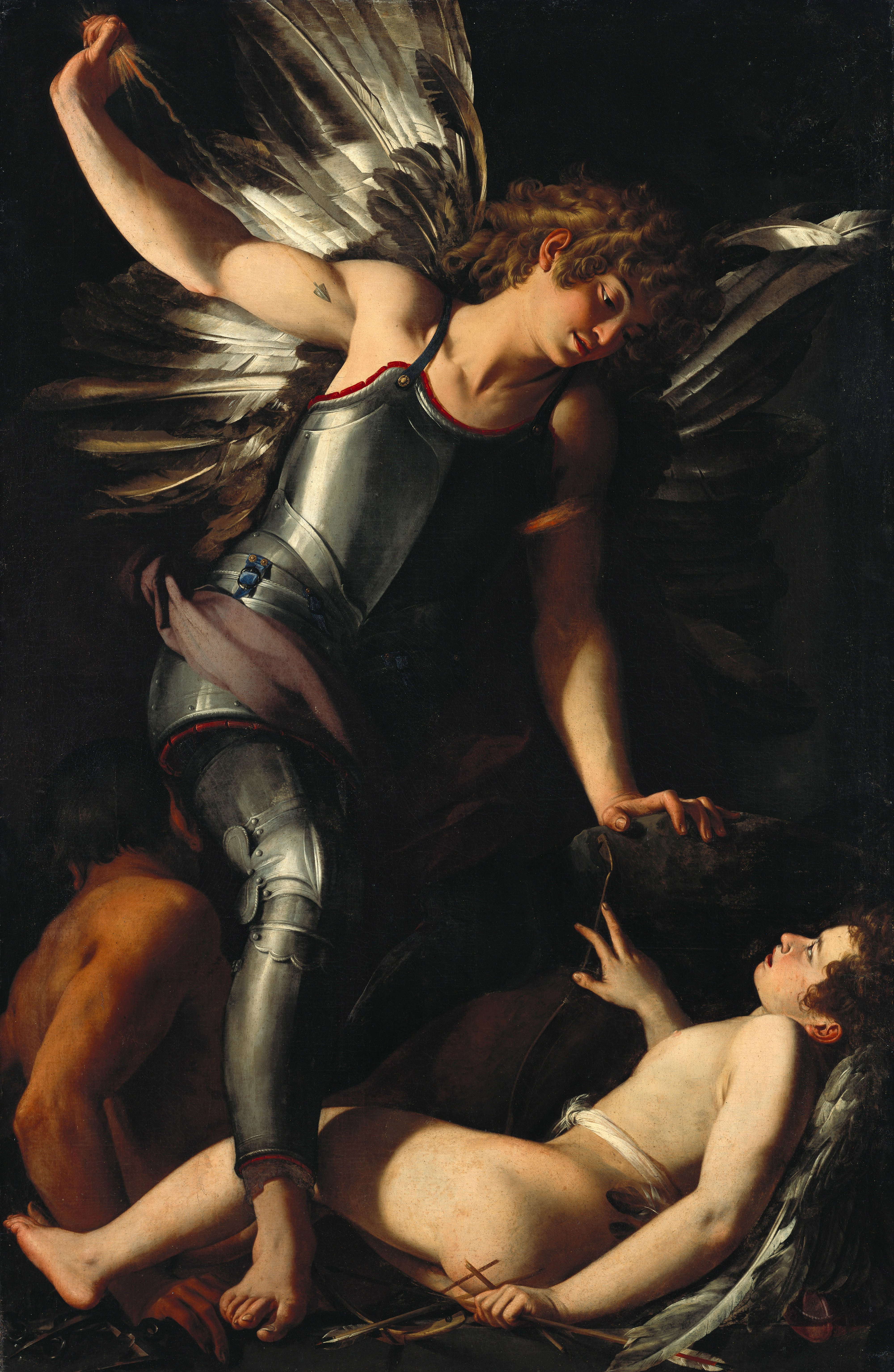
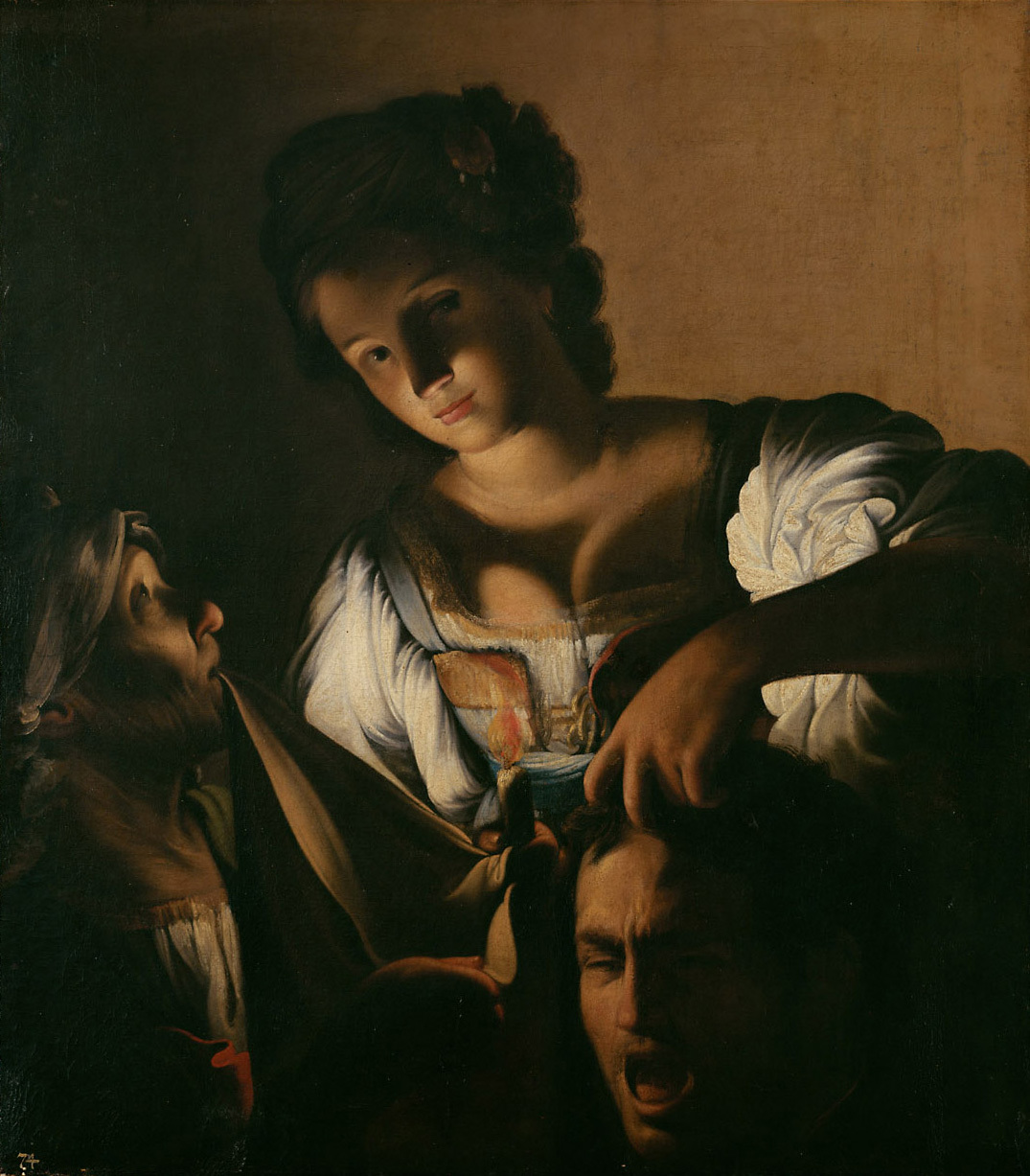
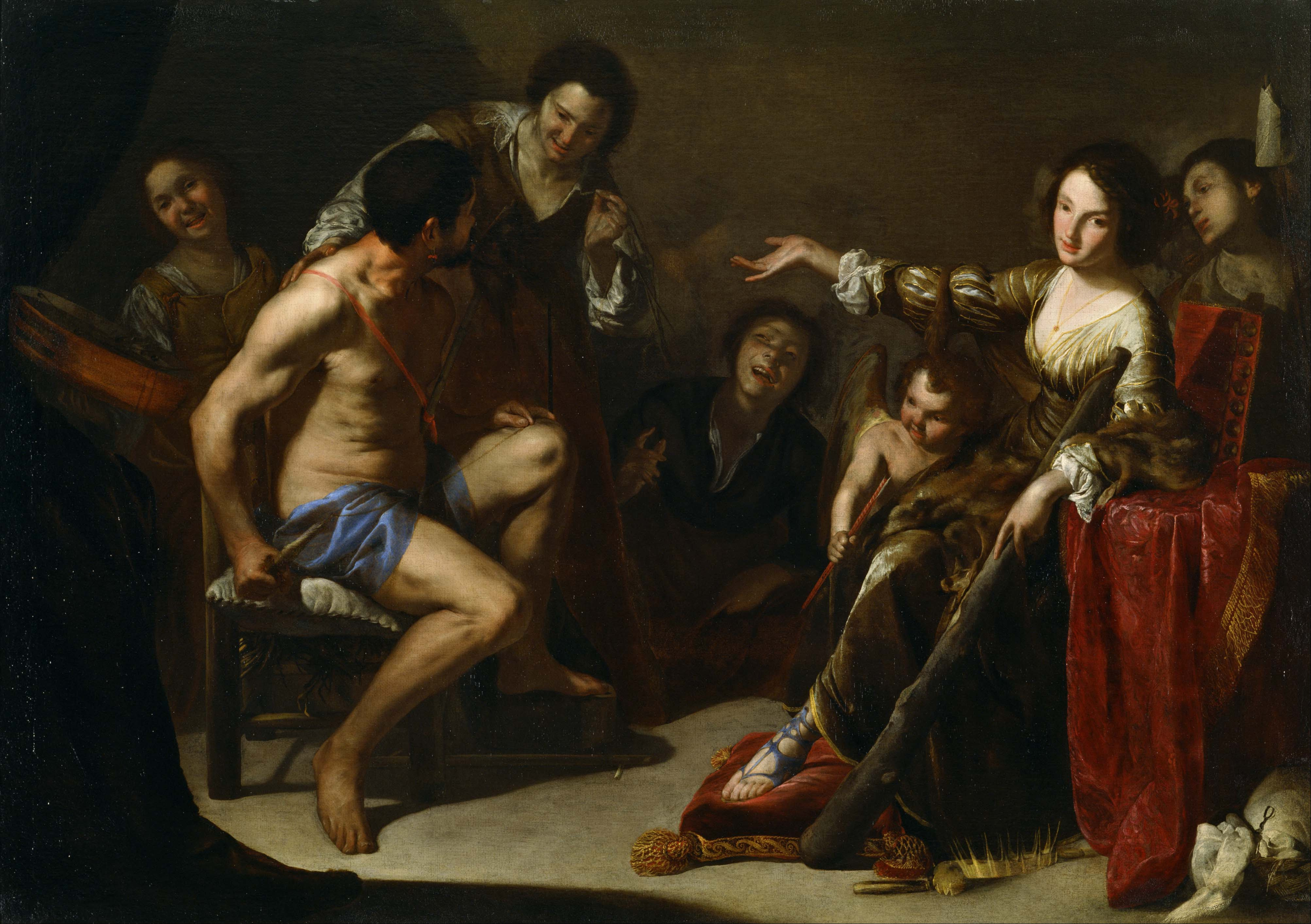
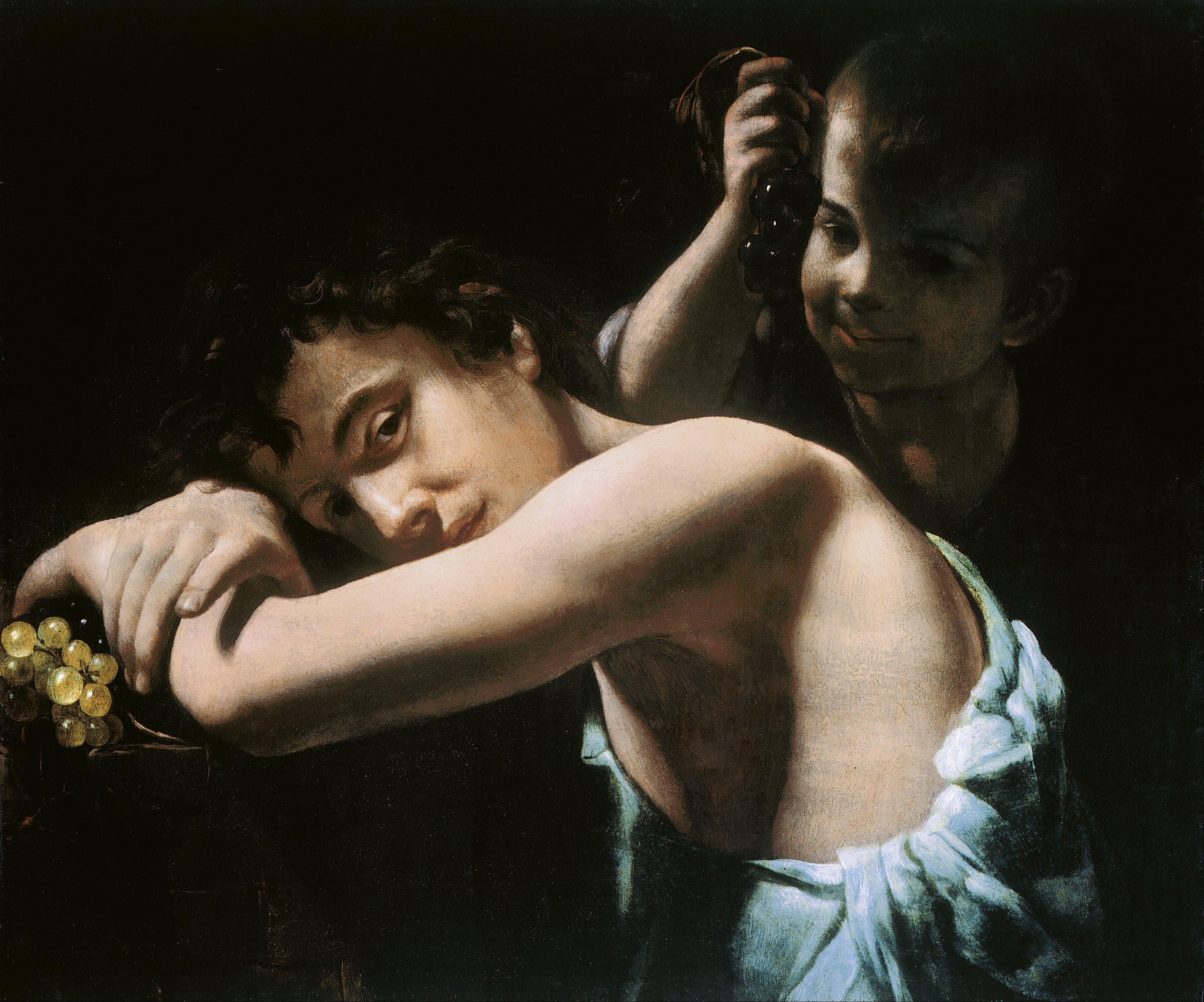
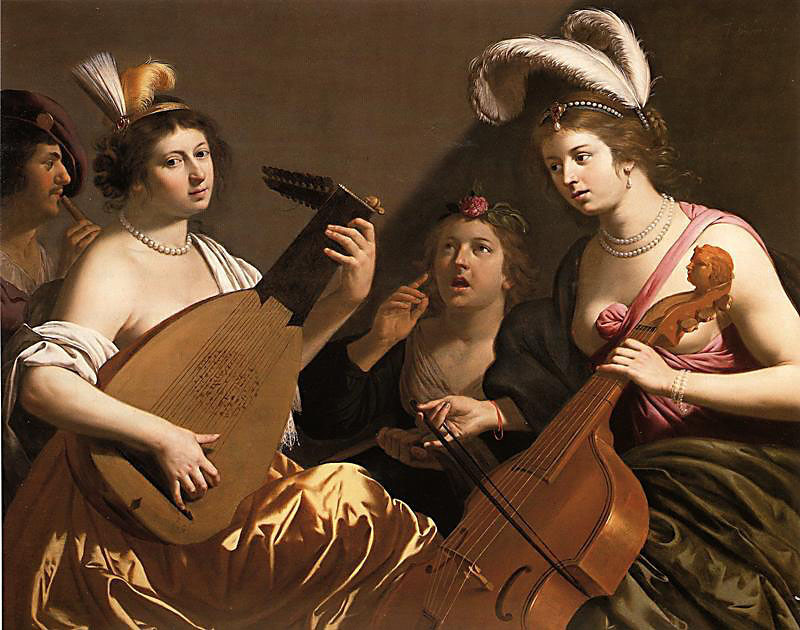
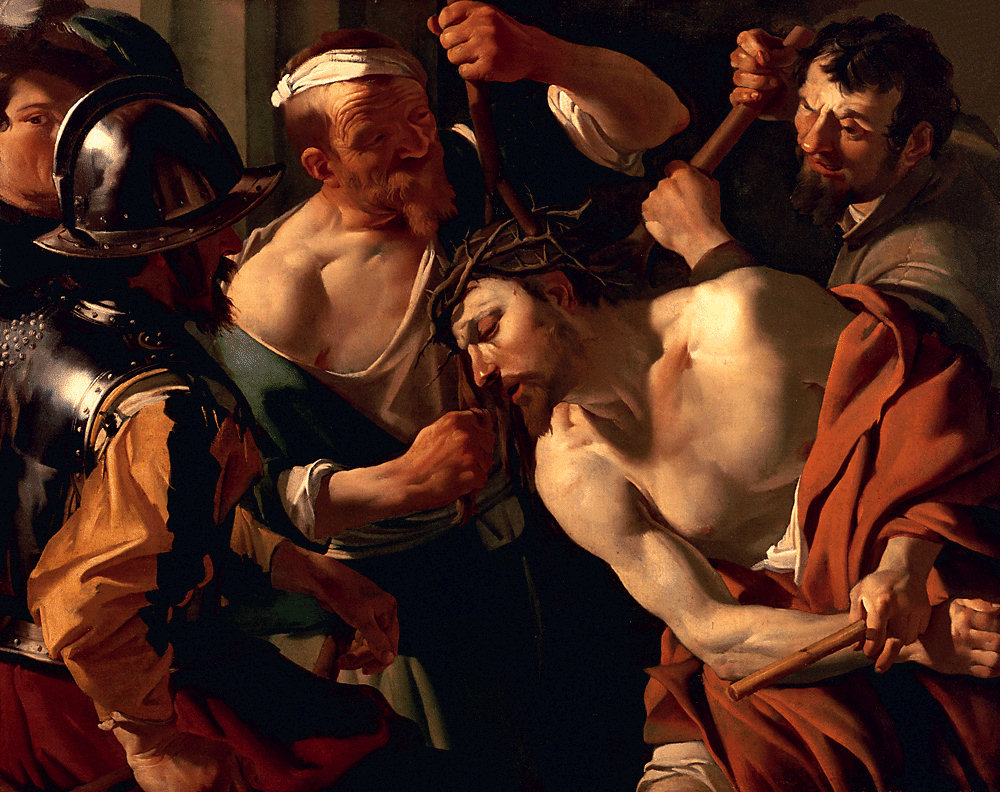
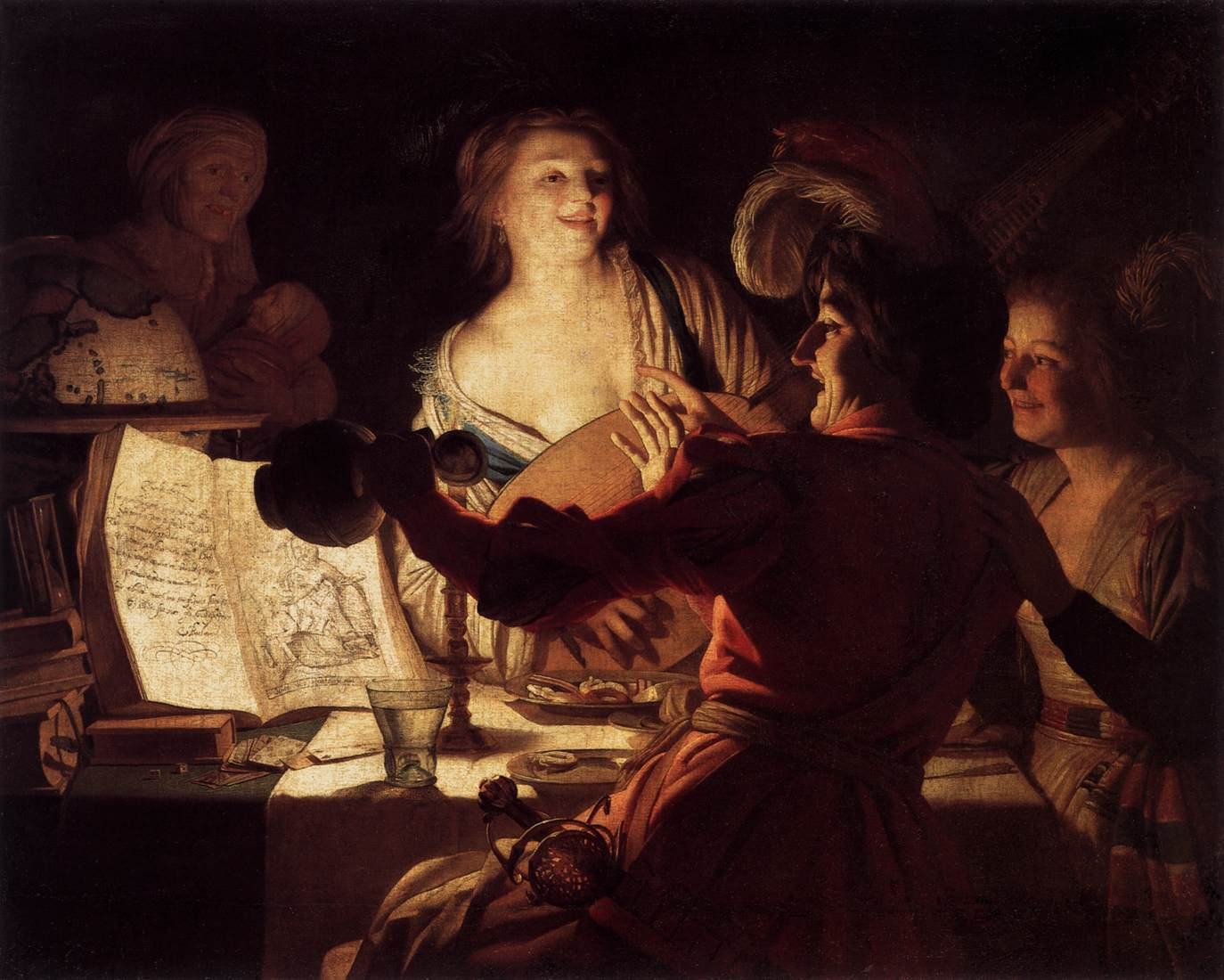